# Magyar Telekom

Sede da Magyar Telekom em Budapeste

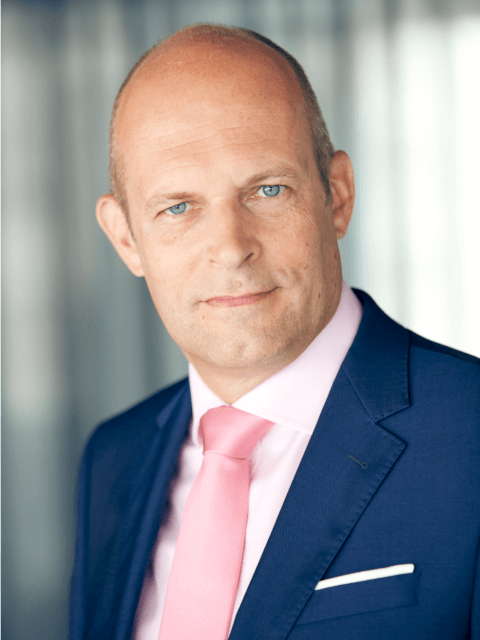
Dr. Robert Hauber, Presidente do Conselho da Magyar Telekom desde abril de 2017

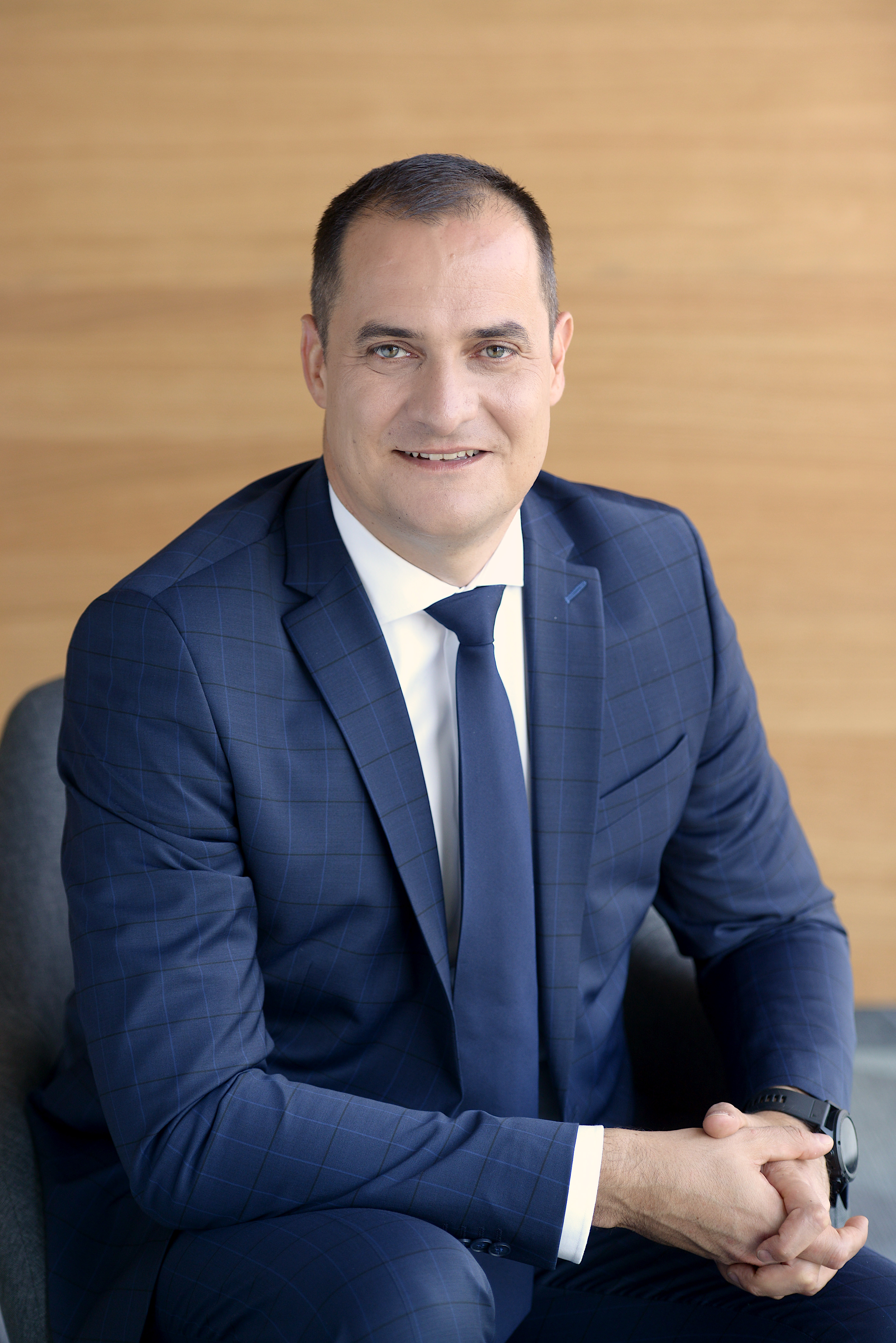
Tibor Rékasi, Diretor Executivo da Magyar Telekom

Magyar Telekom Nyrt. (oficialmente Magyar Telekom Távközlési Nyilvánosan Működő Részvénytársaság, Magyar Telekom Telecommunications Public Limited Company)é uma das principais empresas fornecedoras de serviços de telecomunicações da Hungria. É uma subsidiária da Deutsche Telekom.
A Magyar Telekom oferece uma ampla gama de serviços de telecomunicações e comunicação de informações (ICT) para indivíduos privados, bem como pequenas, médias e grandes empresas, incluindo telefone fixo e móvel, transferência de dados e não baseada em voz, além de serviços de TI e integração de sistemas uniformemente sob a marca Telekom. A Magyar Telekom está conectada à vida de seus clientes por milhões de fios, telefone, internet, TV e TI: ela tem uma ampla gama de serviços de alta qualidade, confiáveis e exclusivamente amplos em todas as áreas. A Magyar Telekom Nyrt. é proprietária de 100% da Telekom Regszerintegració Zrt., bem como proprietária majoritária da Makedonski Telekom, o principal provedor de serviços integrados na Macedônia do Norte.
Até 6 de maio de 2005, era conhecida como Matáv (Magyar Távközlési Rt. – Hungarian Telecommunications PLC). A empresa foi formada sob o nome de Magyar Távközlési Vállalat (Empresa de Telecomunicações Húngara) em dezembro de 1989, quando a Magyar Posta (Correios Húngaros) foi dividida em três empresas separadas. Em 31 de dezembro de 1991, a empresa foi reestruturada como uma sociedade anônima sob o nome de Magyar Távközlési Rt.. Em 1º de julho de 1993, a Lei de Telecomunicações entrou em vigor, tornando possível privatizar a empresa. A empresa permaneceu 100% estatal até o final de 1993. Neste ponto, um consórcio foi formado entre a Deutsche Telekom e a Ameritech, que foi nomeada MagyarCom. A MagyarCom comprou uma participação acionária de 30,1% por um preço de 875 milhões de dólares.

## História

### Início
Em 31 de dezembro de 1989, após se tornar uma das três seções da área de serviço dos Correios Húngaros, a Empresa de Telecomunicações Húngara (Matáv) foi fundada, como operadora de telecomunicações Magyar Telecom Rt. A empresa foi totalmente estatal até o final de 1993, mas foi privatizada após a entrada em vigor da Lei de Telecomunicações em 1º de julho de 1993. Em 1993, 30,1% das ações da Matáv foram adquiridas pelas empresas de telecomunicações internacionais Deutsche Telekom e Ameritech, sob o novo nome, Consórcio MagyarCom. Durante o processo de privatização, a MagyarCom adquiriu a maioria das ações da empresa, sob um contrato assinado em 22 de dezembro de 1995. O efeito da formação de um consórcio entre as duas empresas foi a maior privatização da Europa Central e Oriental, e também o maior investimento estrangeiro na Hungria.

### Maioria da Deutsche Telekom
Em 14 de novembro de 1997, começou a negociação das ações da Matáv em Budapeste e Nova Iorque, colocando 26,31% das ações no mercado, o que foi a maior subscrição de ações já realizada na Hungria, tornando a Matáv a primeira empresa da Europa Central a ser listada na Bolsa de Valores de Nova Iorque. No verão de 1999, a ÁPV Rt. (Agência de Propriedade de Privatização Estatal da Hungria) vendeu o último pacote de ações de 5,75% da Hungria, mas ainda detinha a golden share.
Em 3 de julho de 2000, a Deutsche Telekom adquiriu a participação de 50% da SBC na MagyarCom, em conformidade com seu acordo de acionistas. Como resultado da mudança na estrutura de propriedade da MagyarCom, a participação da Deutsche Telekom na Matáv aumentou para 59,52%, enquanto os restantes 40,48% eram de propriedade pública, e a golden share era detida pela Hungria.

### Internacionalização
Desde 2001, foi possível para a Matáv se tornar um grupo de telecomunicações internacional. O consórcio liderado pela Matáv adquiriu uma participação majoritária na empresa nacional de telecomunicações da Macedônia, Makedonski Telekomunikacii (MakTel), que se tornou uma subsidiária consolidada do grupo. Como um passo adicional, a Matáv adquiriu os 50% restantes das ações da Emitel Rt.
As empresas do grupo assumiram posições de liderança nos mercados de telefonia móvel, internet e comunicações de dados comerciais, com uma participação de mais de 80% no mercado de telefonia fixa.
Uma nova estrutura de governança do grupo foi adotada no final de 2001.

### Rebranding
Em 2002, o Grupo Matáv obteve a certificação de nível de grupo de acordo com a ISO 9001:2000, certificada pela SGS S.A.
A Matáv também queria liderar os serviços de telecomunicações e Internet na Hungria, como evidenciado pela aquisição da 100.000ª assinatura de ADSL em dezembro de 2003. Nos telefones móveis, a portabilidade de números foi uma dificuldade menor, mas a divisão Westel do grupo resolveu o problema em 2004.
Em março de 2004, o grupo decidiu substituir o nome Westel, que existia desde 1989, e aderiu à marca global T-Mobile em 1º de maio de 2004. Posteriormente, o Grupo Matáv decidiu consolidar e fundir, subordinando a estrutura do grupo de empresas em 1º de janeiro de 2005, e então em 6 de maio todos os seus serviços e organizações operacionais sob gerenciamento central e o grupo de empresas. Ele mudou seu nome da empresa, e a partir dessa data, o Grupo Magyar Telekom operava como um grupo de marcas "T".
Em 8 de novembro de 2005, a Magyar Telekom comprou a Orbitel (provedor de telecomunicações da Bulgária), uma transação que foi concluída em 3 de fevereiro de 2006.
A fusão fez com que a T-Mobile Magyarország Rt. e a Magyar Telekom Rt. deixassem de existir, e András Sugár, CEO da T-Mobile, renunciou. Ao mesmo tempo, Magyar Telekom Távközlési Nyilvánosan Működő Részvénytársaság assumiu seu papel em 1º de março de 2006.

### 2007
De acordo com a decisão do conselho de administração da Magyar Telekom, aprovada pela Assembleia Geral da empresa, a área de acesso à Internet da T-Online Hungary e a subsidiária regional de linhas fixas Emitel foram integradas dentro da Magyar Telekom a partir de 1º de outubro de 2007. A área de negócios de web e conteúdo da T-Online Hungary continuou a operar sob o nome Origo Media and Communications como uma subsidiária do Grupo Magyar Telekom.
Em 25 de setembro de 2007, o conselho de administração da Magyar Telekom tomou a decisão de mudar a gestão e a estrutura organizacional da empresa, com o objetivo de elevar o padrão dos serviços, melhorar a eficiência de custos e explorar novas oportunidades de serviço e negócios inovadores. A decisão de mudar o modelo de organização deslocou o foco da tecnologia para as demandas dos segmentos de clientes. Consequentemente, a nova estrutura de gestão da Magyar Telekom determina o modelo operacional do Grupo com base nos segmentos de clientes. A nova estrutura de gestão, desenvolvida para alcançar os objetivos estratégicos e baseada em segmentos de clientes, foi implementada em 1º de janeiro de 2008.

### 2008
A partir de janeiro de 2008, a organização da unidade de negócios da T-Systems foi simplificada por meio da integração de subsidiárias, visando fornecer um melhor serviço aos clientes e aumentar a eficiência. O número de subsidiárias da T-Systems foi reduzido de seis para duas, mantendo ao mesmo tempo a flexibilidade e o foco no cliente.
Como parte dos processos de integração da Magyar Telekom, o iWiW e o Adnetwork Online Marketing foram fundidos na Origo em 30 de junho de 2008.
Seguindo a decisão do conselho de administração em junho de 2008, a Magyar Telekom introduziu a marca T-Home em setembro, que substituiu as marcas T-Com, T-Online e T-Kábel e se tornou a única marca representando serviços de comunicações fixas e de entretenimento em casa. A marca corporativa "T" também foi renovada simultaneamente e funciona como uma marca guarda-chuva para as marcas oferecidas pela T-Home, T-Mobile e T-Systems. O novo slogan da Magyar Telekom "A vida é para compartilhar" também foi introduzido e é usado tanto pela T-Home quanto pela T-Mobile. O rebranding criou uma estrutura de marca mais simples, mais fácil de identificar para os clientes. Juntamente com a introdução da marca T-Home, também reposicionamos a Magyar Telekom como o único provedor de "duplo triple-play" da Hungria, que, por meio da T-Home e da T-Mobile, oferece serviços de Internet, televisão e telefone nas redes fixas e móveis, em casa e em movimento.

### 2009
De acordo com a decisão do conselho de administração da Magyar Telekom, aprovada pela Assembleia Geral extraordinária da empresa em 29 de junho de 2009, a fusão das subsidiárias de TV a cabo T-Kabel Hungary e Del-Vonal na Magyar Telekom foi concluída em 30 de setembro de 2009.

### 2010
Em abril de 2010, o conselho de administração fez alterações efetivas a partir de 1º de julho na estrutura de gestão da empresa para melhorar sua eficiência em responder às condições de mercado e econômicas em mudança.
A Magyar Telekom retirou-se da Bolsa de Valores de Nova York em 12 de novembro de 2010 para simplificar a estrutura de relatórios financeiros e reduzir os custos administrativos.

### 2012

#### Tecnologia 4G na Hungria
Em 1º de janeiro, a Telekom foi a primeira empresa de telecomunicações na Hungria a lançar seu serviço de Internet móvel baseado em 4G/LTE, que proporcionava cobertura 4G completa ao ar livre em Budapeste e Internet móvel 4G para quase 27% da população do país.
Em sua reunião realizada em junho, o conselho de administração da Magyar Telekom aprovou a direção estratégica de médio e longo prazo das operações da empresa. Um dos primeiros passos é o estabelecimento de uma nova estrutura de gestão. As mudanças, iniciadas a partir de janeiro de 2013, permitirão que a Magyar Telekom explore as novas e inovadoras oportunidades de serviço e negócios, respondendo de forma mais flexível às mudanças na demanda dos clientes e aos desafios do mercado. A nova estrutura organizacional da empresa também é projetada para permitir que a Magyar Telekom atenda seus clientes de maneira eficiente, moderna e de alta qualidade. Nesse contexto, foram criados os cargos executivos de diretor comercial residencial e diretor comercial de PME para liderar as áreas de gestão responsáveis pelo atendimento aos respectivos segmentos de clientes.

### 2013
Em setembro, os direitos de uso de frequência da Magyar Telekom nas faixas de frequência de 1800 MHz e 900 MHz foram prorrogados até 2022 por meio de uma emenda ao contrato com a Autoridade Nacional de Mídia e Infocomunicações. Para a Magyar Telekom, a emenda garantiu as bases para fornecer serviços móveis de alta qualidade no futuro.
Em outubro, a Magyar Telekom ganhou o Prêmio de Excelência em Atendimento ao Cliente de 2013 na categoria de empresa de atendimento telefônico (call center). Com isso, a Telekom provou ser a melhor da Hungria em serviços de call center entre as empresas.
Durante o ano, a Magyar Telekom adquiriu nove redes de cabo na Hungria.

### 2014
O Governo da Hungria e a Magyar Telekom assinaram um acordo de parceria em fevereiro. O Governo e o grupo líder de mercado de telecomunicações estabeleceram uma cooperação de longo prazo para o desenvolvimento digital do país. O objetivo é estabelecer uma Hungria Digital, fornecendo Internet de banda larga para todos, promovendo a alfabetização digital e aumentando a competitividade das empresas.

### 2015
A Magyar Telekom e a Telenor Hungary firmaram um acordo para desenvolver e operar conjuntamente suas redes 4G, e a Telekom aumentou sua cobertura 4G residencial nacional para 97%, ou seja, quase completa até o final de 2015.

### 2016
Em fevereiro, o conselho de administração da Magyar Telekom decidiu manter Christopher Mattheisen como CEO até 31 de maio de 2019.
A Magyar Telekom tornou-se o patrocinador nomeado do time de handebol de Veszprém. De acordo com o acordo da temporada de campeonato 2016/2017, os times da Telekom Veszprém Handball Team Zrt., da categoria U10 ao time adulto, serão chamados de Telekom Veszprém Handball Team em todos os campeonatos domésticos e internacionais.

### 2017
Em 11 de janeiro, Tibor Rékasi foi nomeado diretor comercial residencial da Magyar Telekom. Em 1º de abril, Kim Kyllesbech Larsen tornou-se Diretor Técnico e de TI da Magyar Telekom, e em 15 de maio, Zsuzsanna Friedl tornou-se Diretora de Pessoas da empresa. Robert Hauber, Vice-Presidente Sênior de Finanças da Deutsche Telekom, foi nomeado presidente do conselho de administração da Magyar Telekom.
A Magyar Telekom assinou um contrato de venda de ações com a Hrvatski Telekom d.d. para transferir sua participação majoritária na Crnogorski Telekom. Como resultado da transação, a participação majoritária da Magyar Telekom (76,53%) na Crnogorski AD. foi transferida para a Hrvatski Telekom d.d. por um total de 123,5 milhões de euros.
A Magyar Telekom foi a primeira operadora móvel na Hungria a lançar serviços de voz na rede 4G. O serviço 4G Voice tem a vantagem de proporcionar uma conexão de dados 4G ininterrupta mesmo durante chamadas.
A Magyar Telekom começou a construir uma rede de teste 5G na pista de testes automotivos em Zalaegerszeg.

### 2018
Mattheisen renunciou à Magyar Telekom em 1º de julho, com Rékasi o sucedendo, e Melinda Szabó tornou-se diretora comercial residencial da Magyar Telekom.
A Telekom foi a primeira empresa no mercado húngaro a permitir o uso de cartões SIM embutidos (eSIM) em sua rede. Também introduziu o MultiSIM, que permite aos clientes usar tanto serviços de internet móvel quanto de voz em várias SIMs com uma única assinatura. O MultiSIM suporta tanto cartões SIM tradicionais quanto eSIMs.
A Magyar Telekom foi a primeira na Hungria a apresentar uma rede 5G operando em condições reais em sua sede na Krisztina Körút, Budapeste.
De acordo com a análise de mercado da GKI Digital, a Magyar Telekom foi o maior fornecedor de telefones celulares e tablets no mercado de varejo online húngaro em 2018.
Entre 2014 e 2018, a empresa gastou quase 240 bilhões de HUF na Hungria para desenvolver a infraestrutura de suas redes fixas e móveis.

### 2019
No final de janeiro, a Magyar Telekom lançou sua primeira estação de teste 5G padrão no centro de Zalaegerszeg. A rede de teste de velocidade gigabit foi implementada como um sistema 5G padrão e estava usando equipamentos de rede 5G comercialmente maduros.
A Magyar Telekom estendeu seu contrato de patrocínio com a equipe masculina de handebol Telekom Veszprém. De acordo com o acordo, a Telekom continuou a apoiar as equipes adulta e júnior por mais três anos, até o final da temporada de campeonato 2021–2022.
Em 1º de outubro de 2019, Lubor Zatko foi nomeado Diretor Técnico e de TI da Magyar Telekom.
O desenvolvimento intensivo da rede da Magyar Telekom continuou em 2019 e, como resultado, o operador cobriu mais de 1,7 milhão de pontos de acesso com sua rede de velocidade gigabit, seja em tecnologia de fibra ou cabo até setembro.
A Magyar Telekom iniciou a transição para um modo de trabalho ágil em 2019. O objetivo da transformação ágil em nível corporativo era responder de forma mais rápida e eficaz às necessidades dos clientes e ao ambiente de mercado em constante mudança.

### 2020
Em 1º de março, Darja Dodonova, ex-vice-presidente de Controle de Tecnologia do Segmento Europa da Deutsche Telekom, tornou-se diretora financeira da Magyar Telekom.
O conselho de administração da Magyar Telekom estendeu o contrato de Rékasi como CEO até 30 de junho de 2024. Em 2 de novembro, Gábor Gonda tornou-se CEO da T-Systems Hungary Zrt. e membro da diretoria executiva da Magyar Telekom.
A Magyar Telekom teve sucesso no leilão dos direitos de uso de frequência para serviços 5G e de banda larga móvel e lançou seu serviço comercial 5G em abril. Até o final de agosto, o serviço atingiu outro marco com dezenas de novas estações conectadas em 23 municípios - Budapeste, Budaörs, Zalaegerszeg, Debrecen, Kecskemét, Szeged e partes de Szombathely, bem como em 16 localidades ao redor do Lago Balaton.

### 2021
A Magyar Telekom adquiriu direitos de uso de frequência no leilão para as faixas de frequência de 900 MHz e 1800 MHz.
Com base nos resultados de sustentabilidade de 2020 da empresa, a Magyar Telekom foi nomeada entre as empresas de melhor desempenho no setor de telecomunicações pela ISS Corporate Solutions.
Com base na pesquisa anual da PwC Hungary, a Magyar Telekom ganhou o Prêmio de Local de Trabalho Mais Atraente no setor de telecomunicações pelo quarto ano consecutivo em 2021.

### 2022
A Magyar Telekom renovou seu contrato de patrocínio com a equipe masculina de handebol Telekom Veszprém. De acordo com o acordo, a Telekom continua a apoiar as equipes adulta e júnior masculinas do clube Veszprém por mais quatro anos, até o final da temporada de campeonato 2025–2026.
A Magyar Telekom desligou sua rede 3G em 1º de julho de 2022.

### 2023
A partir de 1º de fevereiro de 2023, a Magyar Telekom oferece novos serviços de TI e telecomunicações de uma única fonte para seus clientes de médias e grandes empresas. Os clientes de médias e grandes empresas da Magyar Telekom podem usar os serviços de telecomunicações e TI sob a marca Telekom, na forma de uma taxa mensal, de uma única fonte, de um único provedor de serviços. As necessidades únicas de integração de sistemas das empresas domésticas são suportadas da forma habitual, em uma empresa separada, pela Telekom Rendszerintegráció Zrt.

## Controvérsias
Em julho de 2017, a T-Systems Hungria, uma subsidiária da Magyar Telekom, lançou um serviço de bilhetes online para a BKK, o operador de transporte unificado de Budapeste, Hungria. A aplicação alegadamente continha múltiplos bugs de segurança. A T-Systems Hungria relatou ataques online à aplicação às autoridades locais. Um bug importante foi relatado à BKK por um estudante de 18 anos, que posteriormente foi detido pela polícia no meio da noite, causando uma indignação pública, pois foi revelado que a detenção foi ordenada após o relatório da T-Systems. Muitos comentários e avaliações negativas foram adicionados às páginas de mídia social da T-Systems e da BKK.